# واتارو ایسه
واتارو ایسه (ژاپنی: 伊勢 渉؛ زادهٔ ۱۸ ژوئیهٔ ۱۹۹۶) یک بازیکن فوتبال اهل ژاپن است.
از باشگاه‌هایی که در آن بازی کرده‌است می‌توان به باشگاه فوتبال ونریر هاچینوهه اشاره کرد.